# Mohamed al Hayani
 (janvier 2022).
Si vous disposez d'ouvrages ou d'articles de référence ou si vous connaissez des sites web de qualité traitant du thème abordé ici, merci de compléter l'article en donnant les références utiles à sa vérifiabilité et en les liant à la section « Notes et références ».
Mohamed el Hayani, né à Casablanca en 1947 et mort en 1996, est un chanteur marocain.
Enfant : Lahcen El Hayani

## Biographie
Nė à Casablanca en 1947, sa passion pour le chant le mène à Rabat où il intègre la chorale de la radio nationale, encouragé par le doyen de la chanson marocaine, Abdelkader Rachdi. El Hayani a enregistré sa première chanson Ya Oulidi à la fin des années 1960 avant de marquer les esprits avec Rahila, chanson composée par Abdessalam Amer.
Comme son nom de famille l'indique (al-Hayyani), il pourrait être issue de la tribu arabe hilalienne des Hyayna
Il est aussi l'auteur d'autres succès, comme Bard ou skhoun, Ghabou lhbab, Imta tghanni ya galbi et Qissat Alachwaq... En 1982 il joue dans le film Les larmes du regret du réalisateur Hassan El Moufti, aux côtés de Hammadi Ammour et Habiba Medkouri.
Mohamed al Hayani a visité l’Égypte pour découvrir la vie artistique du pays du Nil. Il a également chanté en Tunisie et en Algérie.
Mohamed El Hayani est mort le 23 octobre 1996 à Rabat des suites d'une longue maladie, à l’âge de 51 ans.

## Discographie
- Bared ou skhone
- Yak el jerh Bra
- Hob el Abadi
- Wa ghanat lana dounia
- Rahila
- Waktache at gani ya kalbi
- Ya sidi ana hore
- Dounia
- Makayn bass
- Moustahil
- Eliza
- La smaha ya hawa
- La houla w Khlass